# Macey (Aube)
Macey település Franciaországban, Aube megyében. Lakosainak száma 982 fő (2022. január 1.). Macey Dierrey-Saint-Julien, Dierrey-Saint-Pierre, Fontvannes, Messon, Montgueux, Le Pavillon-Sainte-Julie és Saint-Lyé községekkel határos.

## Népesség
A település népessége az elmúlt években az alábbi módon változott:
| Lakosok száma | 204  | 534  | 724  | 843  | 925  | 944  | 964  | 971  | 997  | 982  |
|               | 1968 | 1982 | 1990 | 2006 | 2013 | 2015 | 2017 | 2019 | 2020 | 2022 |